# Benjamin Whitrow
Benjamin "Ben" Whitrow, född 17 februari 1937 i Oxford, död 28 september 2017 i Wimbledon i London, var en brittisk skådespelare. 
Han studerade vid Dragon School, Tonbridge School och RADA.  Whitrow gjorde militärtjänst vid King's Dragoon Guards mellan 1956 och 1958. 
Benjamin Whitrow anslöt sig till Royal Shakespeare Company 1981. Han spelade Russell i radioversionen av After Henry. Han nominerades till BAFTA-priset för sitt porträtt av Mr Bennet i Stolthet och fördom.
Han var gift med Catherine Cook från 1972 och fram till sin död. Tillsammans fick de två barn. Whitrow har även en son, född 1994, tillsammans med skådespelaren Celia Imrie.

## Filmografi i urval
- 1963–1967 – Emergency-Ward 10 (TV-serie)
- 1973 – Familjen Brontë (TV-serie)
- 1975–1981 – Play for Today (TV-serie)
- 1978 – Armchair Thriller (TV-serie)
- 1979 – Quadrophenia
- 1983 – Agatha Christie's Partners in Crime (TV-serie)
- 1985 – Bergerac (TV-serie)
- 1986 – Ursäkta, vad är klockan?
- 1986 – Muzzy in Gondoland (TV-serie)
- 1986–1988 – Screen Two (TV-serie)
- 1991 – Casualty (TV-serie) (säsong 6, avsnitt 4)
- 1991 – 1992 – Parlamentets svarta får (TV-serie)
- 1992 – Begär
- 1995 – Stolthet och fördom (TV-serie)
- 1995 – Kungen & älskarinnan
- 1996 – Kommissarie Morse (TV-serie)
- 1997 – FairyTale: A True Story
- 1997 – Tom Jones (TV-serie)
- 1998 – Dumpad
- 2000 – Flykten från hönsgården
- 2001 – Morden i Midsomer (TV-serie) (avsnitt 19)
- 2003 – Henry VIII (TV-serie)
- 2008 – Brottet och straffet (TV-serie)
- 2009 – Morden i Midsomer (TV-serie) (avsnitt 69)
- 2009 – Bomber
- 2013 – Casualty (TV-serie) (säsong 27, avsnitt 33)
- 2014 – Toast of London (TV-serie)
- 2015 – Wolf Hall (TV-serie)
- 2016 – The Musketeers (TV-serie)
- 2017 – Darkest Hour